# Steyr
Steyr je statutarni grad u austrijskoj saveznoj državi Gornja Austrija, od 38.344 stanovnika
 
Osim toga je administrativni centar kotara Steyr-Land.

## Zemljopisne karakteristike
Steyr leži na sjeveru Gornje Austrije, na ušću rijeke Steyr u Enns, udaljen 25 km južno od Linza.

## Povijest

### Srednji vijek
Steyr je izrastao u naselje oko zamka, prvi put je spomenut u dokumentima negdje između 985. – 991. pod imenom Stirapurch.
Od 1170. ima epitet urbsa, što je značilo i status grada, u to vrijeme njime je vladala moćna feudalna porodica Otakare.
Oni su njime vladali do 1192. kada je podpao pod Babenbergovce, kao dio njihovih dominiona sjeverno od rijeke Enns. Steyru je 1287. ponovno potvrđen status grada, i proširena pravom na 
trgovinu željezom i drvom. Od tada je grad izrastao u centar metalurške industrije Austrije.

### Drugi svjetski rat
Steyr je za Drugog svjetskog rata kao Industrijski grad pretrpio teška bombardiranja od strane savezničkog zrakoplovstva.

## Privreda
Od 24.051 zaposlenih u 1991. godini, 54 % je radilo u metalnoj Industriji. Najveće tvornice tog tipa su Steyr-Nutzfahrzeuge AG 
i Steyr-Daimler-Puch AG koje proizvode vozila, dijelove za njih i motore, a tu je i BMW Motoren GmbH koji također proizvodi 
motore.
Pored tog grad je i turistički centar za jednodnevne izlete.

## Gradovi prijatelji
- Palestina, Betlehem
- Austrija, Eisenerz
- SAD, Kettering
- Njemačka, Plauen
- Italija, San Benedetto del Tronto

## Galerija
- Županijska crkva
- Gradska vijećnica
- Dvorac Lamberg
- Glavni trg
- Ljekarna
- Željeznički kolodvor
- Povijesni grb (1895.)

## Šport
Od 1999. održava se međunarodni Bajramski futsal turnir Steyr koji organizira Džemat Gazi Murat-Beg Steyr i jedan je od najstarijih u Austriji.

## Vanjske poveznice
- Službena stranica  Arhivirana inačica izvorne stranice od 8. veljače 2016. (Wayback Machine) (njem.)